# بنجامين مارتن (مؤلف)
بنجامين مارتن (بالإنجليزية: Benjamin Martin)‏ (12 نوفمبر 1984، فينيكس في الولايات المتحدة)؛ كاتِب مُتخصِّص في أدب الأطفال وروائي أمريكي.